# Belchers havsorm
Hydrophis belcheri är en ormart som beskrevs av Gray 1849. Hydrophis belcheri ingår i släktet Hydrophis och familjen giftsnokar och underfamiljen havsormar. IUCN kategoriserar arten globalt som otillräckligt studerad. Inga underarter finns listade i Catalogue of Life.
Arten förekommer vid kustlinjerna i Sydostasien och i nordvästra delen av den australiska regionen. Utbredningsområdet sträcker sig från Thailand och Vietnam till Filippinerna och västra Nya Guinea samt söderut till Sumatra, Java, Timor och flera mindre öar i regionen.
Några exemplar fångas i Thailand och Vietnam för hudens skull.